# Venera Anadiomena
Venera Anadiomena (starogrščina Ἀφροδίτη Ἀναδυομένη; ἀναδυομένη, anadyoménē, pomeni 'dvigati se' - Venera se dviga iz morja; Aphrodite Anadyomene so uporabljali nekateri pisci raje zaradi doslednosti) je ena od ikoničnih upodobitev boginje Venere (Afrodite), ki je bila znana po zelo občudovani Apelovi sliki, ki je danes izgubljena, a opisana v Plinijevi Naturalis Historia, z anekdoto, da je veliki Apel za svoj model zaposlil Campaspejo, ljubico Aleksandra Velikega. Po besedah Ateneja  je idejo o Afroditi, ki se dviga iz morja, navdihnila kurtizana Frine, ki je v času praznovanj Elevzinskih misterijev in Pozejdonije pogosto plavala gola v morju. Lupina školjke, ki jo pogosto najdemo pri Veneri Anadomeni je simbol ženske vulve.
Predmet nikoli ni v celoti izginil v zahodni umetnosti in je močno oživel v italijanski renesansi, še bolj ga je spodbudil barok in rokoko ter akademsko slikarstvo poznega 19. stoletja. Vsaj en osrednji ženski akt se pri predmetu praktično zahteva, kar je prispevalo k njegovi priljubljenosti.

## Antika
Po grški mitologiji se je Afrodita rodila kot odrasla ženska z morja, kar je tudi nenehno obnavljalo njeno devištvo. Pogosto se ponavlja motiv boginje, ki si odvija lase. Kiparski prikaz iz 4. stoletja iz galsko-rimske vile v Akvitaniji (sedaj v Louvru), priča o sposobnost preživetja motiva v pozni antiki.
Apelova slika je bila narejena za Asklepijev tempelj na Kosu, od koder ga je v Rim vzel Avgust kot delno poplačilo davka in jo postavil v Cezarjev tempelj. V času Nerona jo je zaradi propadajočega stanja nadomestila kopija slikarja Doroteja. Plinij starejši je, ko je našteval Apelove najboljše slike, ugotovil, da je »[še ena od] Venero, ki izhaja iz morja, posvetil pokojnemu Avgustu v blagoslovljeni spomin v svetišču Cezarja, njegovega [posvojiteljskega] očeta, ki se imenuje Anadomene, pohvalil z grškimi verzi kot druga dela, osvojena v času, vendar nedotaknjena v slavi«.
Podoba Venere Anadiomene je ena redkih slik, ki je v zahodni Evropi preživela v bistvu nespremenjena od klasičnega videza, od antike do visokega srednjega veka. Jean Seznec primerja  dve podobi Venere med ozvezdji, ki ponazarjata provansalske rokopise Matfre Ermengau iz Breziera Breviarija d'amor iz 14. stoletja, v katerih je Venera v morju predstavljena gola: »Ta izredni konservativizem je morda mogoče razložiti z dejstvom da je kultura zadnjih poganskih stoletij živela dlje v Provansi kot drugod.«

## Od renesanse naprej
Iz želje renesančnih umetnikov, ki so brali Plinija, da bi posnemali Apela in, če je mogoče, da bi ga prekašali, so se v 15. stoletju znova lotili Venere Anadiomene: poleg Botticellijeve znamenite Rojstvo Venere (Galerija Uffizi, Firence) je še ena zgodnja Venera Anadiomena, relief Antonia Lombarda iz hiše Wilton Hause (muzej Victoria in Albert, London).
Tizianova Venera Anadiomena, c. leta 1520, nekoč dolgoročno posojilo vojvodine Sutherlanda, je leta 2003 kupila Škotska nacionalna galerija v Edinburghu. Na njej je upodobljena Venera, ki stoji v morju in si odriva lase. Lupina školjke je zgolj simbolična, saj ne vpliva na Venero. Skulptura Giambologne je tudi ena sama figura, ki si odvije lase.
Tema je bila priljubljena pri baročnih in rokokojskih slikarjih, ki so sestavljali velike skupine z obiskovanjem kerubinov, morskih nimf, morskih konjičkov in tritonov okoli boginje; te lahko imenujemo tudi Zmaga Venere in jih je mogoče zaslediti do Rafaelove Galateje (približno 1514). Ta je imela do poznega 19. stoletja, namesto Botticellija, prevladujoč vpliv na slike tega predmeta. Slike v tem slogu so slike Nicolasa Poussina (1635–36, Filadelfija), Sebastiana Riccija (približno 1713, Gettyjev muzej), Pierre-Jacquesa Cazesa, Françoisa Boucherja (1740, Stockholm in c. Muzej Ermitaž 1743). Cornelis de Vos v Pradu ima izvirno in manj formalno sestavo.
Skulpture iz rokokoja so bile skromno draperirane čez boke, toda pogumnejši modeli so bili všeč moškim pokroviteljem iz 19. stoletja. Théodore Chasseriau je to temo izvedel leta 1835; ponovil je kretnjo las v svojem najslavnejšem delu Stranišče Ester (1841). Venera Anadomena Jeana Augusta Dominique Ingresa, ki je bila dokončana po mnogih letih leta 1848, je eno slikarjevih najslavnejših del (Musée Condé, Chantilly, Francija).
Rojstvo Venere Alexandra Cabanela, ki je predelal nedavno odkrito fresko v Pompejih, je bilo prikazano na pariškem salonu leta 1863, Napoleon III. jo je kupil za svojo osebno zbirko. Venera dvoumno leži gola na valovih, nad njo pa letijo putti. Komentar Roberta Rosenbluma o Cabanelovi sliki je, da »Ta Venera lebdi nekje med starodavnim božanstvom in modernimi sanjami ... in dvoumnost njenih oči, ki se zdijo zaprte, a od blizu pogled razkriva, da je budna ... gola, ki bi lahko zaspala ali se zbudila, je posebej močna za moškega gledalca.«
Tako zelo konvencionalizirana tema, s podtoni erotike, utemeljene s svojim mitološkim kontekstom, je bila zrela za modernistično dekonstrukcijo; Arthur Rimbaud je leta 1870 v sardonski pesmi, ki je v visoko literaturo vnesel celulit, povzročil podobo čudovite Clara Venus ('slavne Venere') z vse preveč človeškimi pomanjkljivostmi (déficits): La graisse sous la peau paraît en feuilles plate ('maščoba pod kožo se pojavi v rezinah').
Rojstvo Venere, William-Adolphe Bouguereauja (1879), ponovno oblikuje sestavo tradicije Rafaela in Poussina, kar odraža nenehno priljubljenost te teme med akademskimi slikarji poznega 19. stoletja. Na ogled je bila na Pariškem salonu leta 1879, kupljena pa za Musée du Luxembourg. Venerina gola figura zaseda sredo kompozicije, okoli nje pa se je zbralo veliko občudovalcev.
Pablo Picasso je prenovil podobo Venere Anadiomene v osrednji figuri pomembne slike Avignonske gospodiščne (Les Demoiselles d'Avignon, 1907), modernistično dekonstrukcijo ikone in eno izmed temeljnih umetniških del kubizma.
Venera Anadiomena je često okras za vodnjak: Nacionalna umetnostna galerija v Washingtonu ima bronast kip v naravni velikosti, ki mu voda kaplja iz Venerinih las, in ga je oblikoval privrženec Giambologne, konec 16. stoletja. Skulpture iz rokokoja so bile skromno draperirane čez boke, vendar so bili pogumni akti naklonjeni moškim pokroviteljem iz 19. stoletja: Théodore Chassériau je to temo izdelal leta 1835, Ingresova Venus Anadyomene, dokončana po dolgih letih leta 1848, pa ena slikarjevih najslavnejših del (Musée Condé, Chantilly, Francija).

## Potovanje črne Venere od Angole do Zahodne Indije
Leta 1793 je Thomas Stothard ustvaril jedkanico za tretjo izdajo filma Zgodovina, civilna in komercialna britanskih kolonij v zahodni Indiji Bryana Edwardsa, ki jo je navdihnil Rafael, ali baročne kompozicije. Potovanje črne Venere od Angole do Zahodne Indije prikazuje Afričanko v vlogi Venere. Osem kerubinov jo obkroža z nojevim ali pavjim perjem, drži vajeti para delfinov, ki oblikujeta pol školjke na kateri ona stoji na Amerikah. Kupid je prikazan v prizorišču, ki cilja na upodobitev Neptuna na levi strani, ki maha z britansko zastavo. Na desni je prikazan Triton, ki se ozira proti črni Veneri in objema enega izmed delfinov. Figura je ena od ženskih moči: mišičasta, vitka in okrašena z ogrlico iz draguljev.

## Teorija valov
Leta 1913 je bil britanski arheolog John Myres pozimi na obali blizu Pafosa. Ko je opazoval morje, je videl, kako veter piha dva vala, ki se lomita skupaj:
 Kadar je kot udarca približno 90 °, je 'prelom' skoncentriran v majhni širini dviga in zelo silovit, tako da se lomnik dvigne v stolpcu kot izliv vode, visok 10-15 čevljev, in pade nazaj v zunanjo kaskado pene, ki jo lahko veter odnese nekaj metrov v zavetrje. Videti je natančno kot človeška figura, ki se dobesedno 'dviga iz morja' in širi dolge lase in moči roke.
Kasnejši primeri predstavitev Venere Anadiomene:
- Venera Anadiomena, Tizian, okoli 1520 (Scottish National Gallery)
- Rojstvo Venere, William-Adolphe Bouguereau, okoli 1879 (Musée d'Orsay, Pariz).
- Rojstvo Venere, Alexandre Cabanel, 1863 (Musée d'Orsay, Pariz).